# Galium trifloriforme
Galium trifloriforme är en måreväxtart som beskrevs av Vladimir Leontjevitj Komarov. Galium trifloriforme ingår i släktet måror, och familjen måreväxter. Inga underarter finns listade i Catalogue of Life.